# 熊肉
熊肉（くまにく）とは、クマからとれる肉。熊料理の材料となる。熊肉は古来、食用とされてきた。狩猟によってしか得られない野生の肉であるため、大量には出回らない食材である。全身が食される。旨味が強いとされる。

## 食材

### 特徴
クマは全身を食用にでき、肉が少量であっても旨味が強い。汁ものには脂身のある部位のほうが良いスープが出る。
東京家政学院大学客員教授の宗像伸子は、熊肉を調理し食用した感想として、脂身は融点が低く、甘みと旨味が強かったこと、肉が少量であっても旨味がスープに溶け出し、野菜にも味がよく染み込んだことを述べている。石川県の白山商工会によると、寒い地方の熊は、その肉は脂肪部分が多いが、サラッとした脂が特徴だとしている。

### 栄養価
熊肉には身体を温める効果や、滋養効果が高いとされる。また、熊肉には美肌効果があるといわれるコラーゲンが含まれ、特に中華料理の高級食材である「熊掌」は豊富にコラーゲンが含有され、美容に効果があると珍重される。
白山商工会によると、熊鍋は、動物性蛋白質と食物繊維やビタミンなどが同時に摂取できるとしている。

## アメリカにおける熊料理
アメリカ合衆国では先住民を除いても開拓時代から熊肉（主にグリズリーとアメリカクロクマ）が食べられていたが、熊肉を食べるには適切な方法で捕獲・調理される必要があり、動物学者のアーネスト・シートンによると「穀物、植物の根、果実などを食べていて、最後に苦痛を与えずに素早く屠殺して適切に洗浄したもの」が理論上最高の味になるという。
また、シートンの書籍『シートン動物誌（原題：LIVES OF GEME ANIMALS）』によると熊肉料理に以下のようなものが紹介されている。
- クマの油で揚げたビスケット　-　ビスケット自体は通常の揚げビスケットだが、揚げる際にクマの油（脂身をバターのように溶かす）で揚げる。腹持ちがよい。
- クマのハムの燻製　-　クマを殺した後、通常のハムと同じく下処理をして塩漬けと燻製にする。珍味の一つだが熟練者が材料に良いクマを選ばないとひどい味になる。

これ以外にメジャーではないが、ホッキョクグマもアラスカ周辺などで食べられたことがあったが、（特に肝臓が）有毒説が古くからあり、実際に食べた人で激しい頭痛、めまい、下痢、手足の皮がむけたという報告例があり、先住民たちもホッキョクグマ肉自体は食べても肝臓は食べないで犬に与えたり、犬にもホッキョクグマ肉を一切食べさせないようにしていたところがあったという。

## 中国における熊料理
中国では「熊掌」が古くから珍重され、龍肝、鳳髄、豹胎、鯉尾、猩唇、鴞炙、酥酪蝉とともに「周の八珍」と称された。
「香熊」は煮込んだ熊肉をマッチ箱ほどの大きさに切り、濃いめの香羹（こうかん）をかけた料理である。

## 日本における熊料理

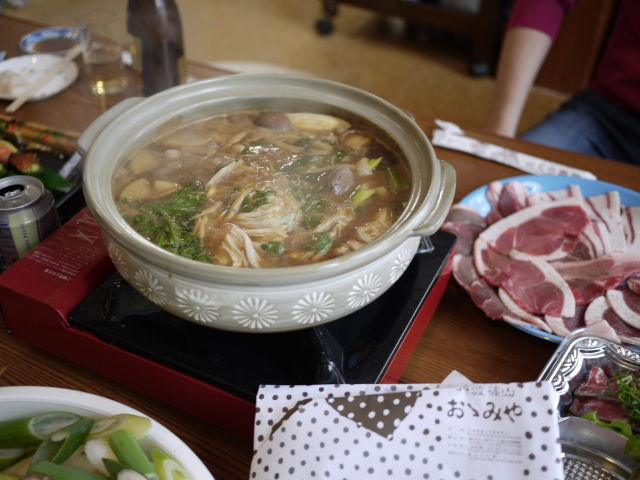
山肉料理店の鍋もの（日本）

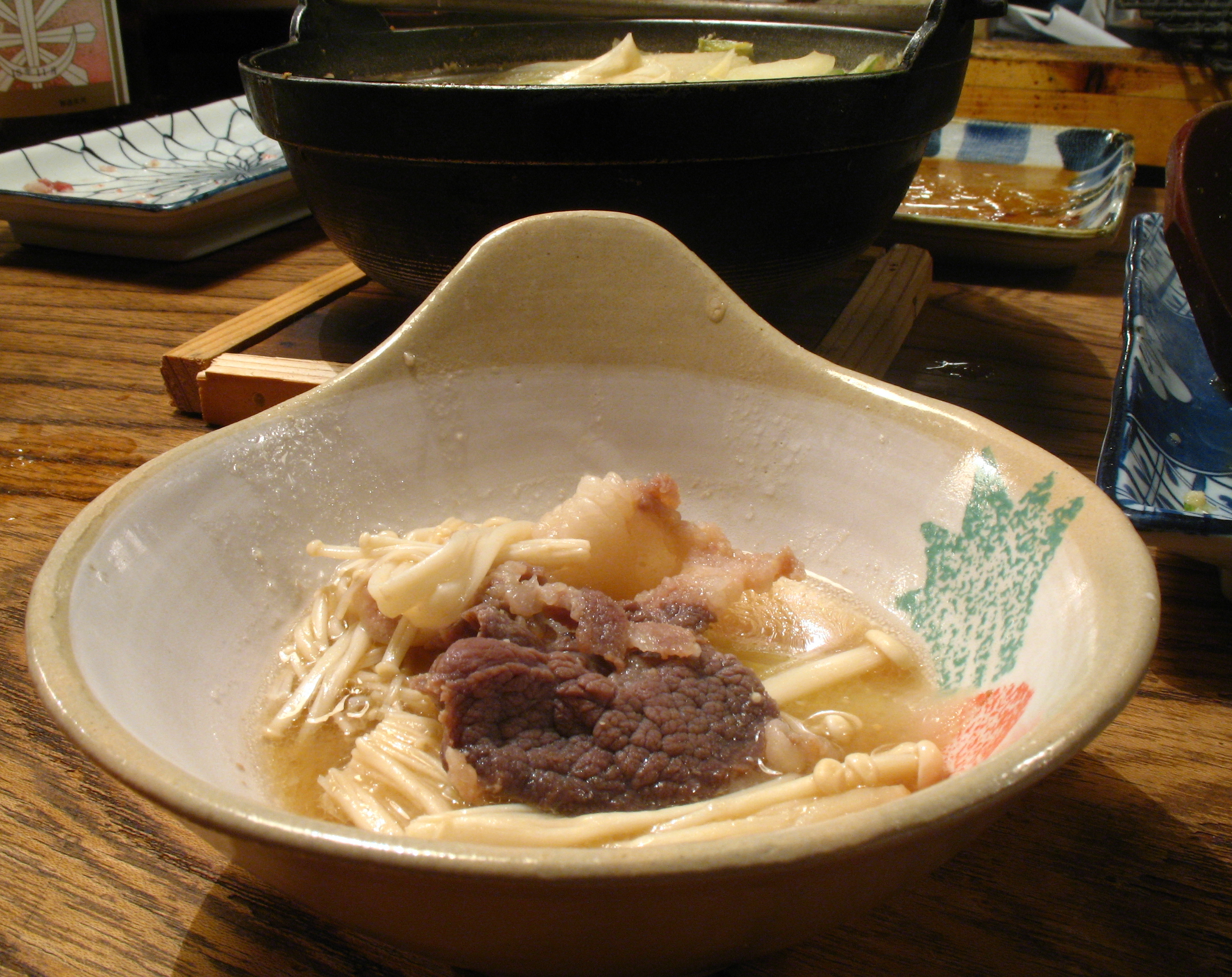
熊鍋（日本）

伝統的な日本のジビエ料理として食されるほか、薬膳の材料としても用いられる。
熊肉料理はツキノワグマやヒグマが生息する地域の料理でもあり、かつて、熊肉はその土地だけで消費されるもので、主な料理は煮物や熊汁である。

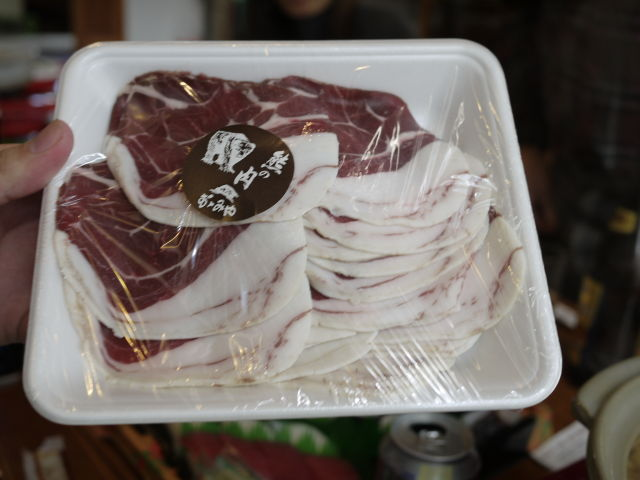
熊肉（日本）

大日本猟友会によると、日本では、熊肉は北海道から中部までの一部地域で食べられているところ、クマは年間1千から2千頭が捕獲されており、その内の1割程が食用となる。

### 旬
日本では熊は年中獲れるが、クマの肉が最も美味いのは、巣穴で冬眠中の3、4歳の個体、または冬眠直前とされている。これはツキノワグマ、ヒグマに関わらず、秋の木の実（ドングリなど）を食し、冬眠のための脂肪がのっているからである。
次に美味しいのは4月下旬、“春クマ狩り”の頃のものである。夏のクマは、痩せて脂肪が乏しいうえに野生特有の匂いが強く不味いとされる。
熊肉は野生の肉であるため、臭みが強いと思われがちだが、原因は季節によって主に食べる餌が違うことと、狩猟後の処理（血抜きなど）の仕方で、個体差がでる。熊を狩猟したのち、すぐに締めて解体するなど、一定の技術がないと、臭みが出る。京都（滋賀）のある山荘は、「肉の柔らかさや匂いまで変わるため、仕留め方や解体方法が上手な信頼の置ける猟師からしか仕入れない」と語り、京風の出汁で熊肉を食する。

### 狩猟
日本においてクマ類は家畜化されていないため、野生のクマを狩猟、捕獲して入手する。

#### 猟期
岐阜県白山麓では、むかしは春に熊猟を行っていたが、現在ではクマは保護獣となっており、11月15日から2月15日までの猟期のみ狩りが行われる。クマの頭数が増えすぎた場合は春の駆除の許可がある。
自治体によっては通年禁猟となっていたり、逆に、春の猟を解禁する向きもある。

#### 解体
以下はヒグマの解体法の一例である。
アイヌが儀式（イヨマンテ）で行う解体法も現代に伝承されている。

### 調理法

#### 獣臭
熊肉に限らず、獣肉には臭みがある。幾つかの地方では、調理の際に、臭い消しのために、醤油ではなく、味噌で味付けする。白川では、風味が変わりやすいため熊鍋に醤油は用いず、臭い消しに赤みそと白みそを合わせる。また、臭い消しの効果があるねぎや唐辛子などの香辛料を具に用いる工夫も行う。そして、鍋に肉を入れた後は、鍋の蓋をせず、匂いが残らぬようにしている。

#### 肉の硬さ
熊肉は熱を通すとギュッと縮まり、肉質がとても硬くなる。東京家政学院大学客員教授の宗像伸子は、「メニューを考える時には、柔らかくなる調理法を取り入れることがポイントで、叩いたり煮込んだりするだけでなく、酢やタンパク質分解酵素の強い野菜、果物を利用するとよい」とし、トマトやキウイフルーツなどを用いている。一般的には、料理酒を用いて肉を柔らかくする。また、砂糖には牛肉をやわらかくする効果があるが、熊肉に砂糖を用いるとますます肉が固くなる。

### 主な料理

#### 各地の主な料理
- 北海道 - 各地に熊（羆）料理の店がある。根菜類をいれた味噌仕立てスープの熊鍋もある[21]。
- 青森県 - 鰺ヶ沢町に“赤石またぎ”の熊汁が伝わる。マタギの調理は、「肉は、串に刺して火で焼いたり、味噌煮にする」、「内臓は、脳味噌を混ぜて和えて食べる」、「匂い消しの為にも、ねぎや唐辛子などの香辛料を入れる」となっている。[22][23]
- 岩手県 - 宮古市にマタギ料理が伝わる[24]。
- 秋田県 - 仙北や阿仁地方には、マタギの村が多く、マタギの伝統料理として“ナガセ汁”（骨付き肉の鍋）、“熊かやき”、モチグシ（串焼き）という料理が伝わる。伝統的な熊鍋は、熊肉を大根と味噌仕立てで煮たものであり、熊かやきとは、それに豆腐を入れ、しょうゆで味付けしたものである[13]。鹿角市ではきりたんぽとともに熊鍋を食していたと伝わる[25]。南部藩の殿様が、湯瀬温泉（秋田県）に湯治した際に、熊狩りをし熊鍋を食したと伝承されている[25]。現代風の熊鍋は、熊肉と大根以外に、ゼンマイ、タケノコ、ブナハリタケなど山菜を入れ、自家製の味噌で煮る[13]。マタギの「熊鍋」と「熊かやき」は、秋田県を代表する鍋料理に数えられている[26]。
- 山形県 - 小国町では、小玉川熊まつりにおいて、伝統的な熊猟の模擬演技のあとに、熊汁が供される[27][28]。
- 神奈川県 - 清川村に熊肉料理が伝わる[29]。
- 石川県 - 白山市。この地の熊汁鍋は、熊肉、ゴボウ、サトイモ、豆腐などを用いている[30]。また、白山麓では、狩猟した熊肉が新しいうちは刺身で食べ、煮物（熊煮）や鍋（熊鍋）、みそ汁（熊汁）を食す[2]。鍋の具は、アザミやススタケ（チシマザサの可食部）などの山菜や土地の野菜（主に根菜類）などである[2]。
- 長野県 - 栄村の秘境・秋山郷などに、熊肉料理が伝わる[31][32]。
- 岐阜県 - 白川村では熊鍋に赤味噌と白味噌の合わせ味噌を用いる[19]。かつて、熊肉はその土地（地区）だけで消費されるもので、主な料理は煮物や熊汁であったが、白川郷では20世紀終わりごろに「熊鍋」を開始し、これを郷土料理として各店舗が行うようになった[2][33]。

東京、大阪、名古屋、京都という日本の都市でも珍しいもの（珍味）として取り扱う飲食店が幾つかある。高級食材となっている場合もある。また、江戸時代から続く店もある。

#### 主な新しい料理
- 熊カレー - 北海道のヒグマの肉を用いた辛口のカレー。通信販売もされる[35]。
- 熊そば - 宮城県栗原市栗駒地区で見られる。つゆはクマの骨と内臓を煮込む[36]。
- 熊丼 - 牛丼に似たもの。“マタギの里”がある栃木県日光市、白山麓の石川県白山市などで見られる[37][38]。
- 熊肉の燻製 - 「くまくん」の商品名で石川県白山市で作られる。柔らかめに燻製された加工肉[39]。

#### 缶詰
熊肉は缶詰に加工されることもある。

缶詰の例
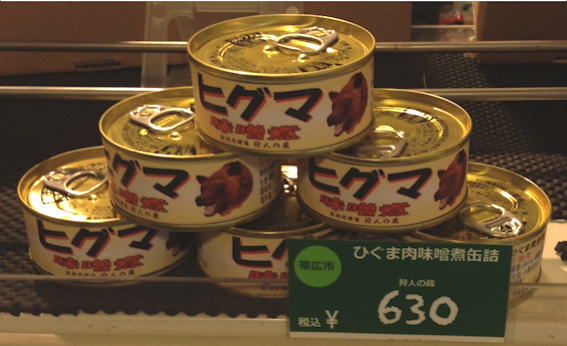
熊肉の缶詰（北海道）

## シベリア諸民族

### 狩猟と信仰
シベリアでは森林地帯（タイガ）にヒグマが棲息しており、エヴェンキ族などによって狩猟、儀礼、崇拝の対象になっている。特にエヴェンキ族やニヴフのクマ祭が知られている。北方ツングース系民族のエヴェンキ族やエヴェン族（ラムート族）には、森で得た獲物（特に食肉獣）を一人で消費してはならないニマトという慣習がある。

### エヴェンキ族
エヴェンキ族では普段からクマ猟は行われており、クマと遭遇した時点で行われ、1人でクマを倒した者は伝承として語り継がれる場合もある。一方、クマ祭のための儀礼的な狩猟はクマ穴を探査し、集落の複数人でクマ穴をふさぎ狩猟を行う。
- スィム地方の儀礼では、クマ祭の2日目に熊肉の脂肪を料理したテケミン（東部ではセヴェン）が用意される[40]。
- ポドカーメンナヤ ・ツングースカ地方のクマ祭ではテケミヴナという熊肉の脂肪料理が饗宴に出される[40]。
- アルダノ＝ウチュル地方の儀礼でも、熊肉を煮たものや揚げたものが饗宴に出され、脂肪料理のセヴェンも用意される[40]。

## 注意点

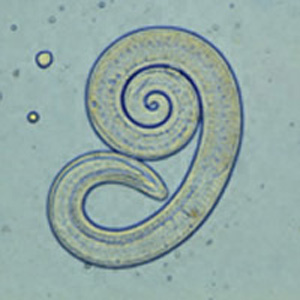
トリヒナ

クマの生食は、旋毛虫症（トリヒナ）の感染源となる。1897年にサロモン・アウグスト・アンドレーら、スウェーデンの北極探検隊が遭難死したのは、ホッキョクグマの生肉による旋毛虫症が原因とされている。日本でも旋毛虫症の集団発生例はあり、1974年の青森県岩崎村、1981年12月から1982年1月までの三重県四日市市（京都府および兵庫県産）でのツキノワグマの例や、1979年の北海道札幌市でのヒグマのルイベ（冷凍肉）、2019年の北海道札幌市の例がある。冷凍処理をしても寄生虫が死滅せず潜んでいる場合があるため、熊肉の生食は医学上の禁忌と考えられる。
一方、2011年3月に発生した福島第一原子力発電所事故の影響により、同年12月、福島県中通りで捕獲されたニホンツキノワグマから、暫定規制値を超える放射性セシウムが検出され、出荷停止となった。その後、他地域でも基準値を超えた個体が見つかり、山形、岩手、宮城、福島、群馬、新潟の6県で出荷が規制された。一部の地域では、伝統の食文化が絶えてしまうことが懸念されている。